# 舞鴫文殊堂
舞鴫文殊堂（もうしぎ もんじゅどう）は、熊本県宇城市小川町東海東にある神仏習合の仏堂である。

## 概要
1593年（文禄2年）、文禄の役において肥後国城主加藤清正のもと従軍した舞鴫（現熊本県宇城市小川町東海東内）出身の勇臣らによって、朝鮮京畿道の文殊寺より勧請、創建された。西の大宰府とも称する。
文殊菩薩を本尊に、阿弥陀如来、秋葉明神、生目八幡の4神仏を合祀する。
文殊菩薩は、「三人よれば文殊の知恵」ということわざにあるように、知恵と弁説をつかさどる仏であるため、学問の神さまとして有名な菅原道真を祀る天満宮同様に、成績向上、進学成就などの目的で、学生・受験生らが参拝に訪れる。
また、舞鴫文殊堂と舞鴫集落は、1996年（平成8年）に「新くまもと百景」に選定された。

## 例祭日
- 祈願大祭 - 1月1日
- 初詣御開帳 - 1月2日 - 3日

## 境内
- 舞鴫水神 - 1963年（元禄6年）の当地の大水害の後、水難の守護神として水天宮（福岡県久留米市）より勧請。
- 猿田彦神石碑

## 所在地
- 熊本県宇城市小川町東海東3077

## 関連事項
- 竹崎季長
- 三宝寺